# Колд Лејк
Колд Лејк (енгл. Cold Lake) град је у Канади, на крајњем истоку провинције Алберта. Име је добио по истоименом језеру на чијим обалама лежи. Град је смештен у близини провинцијске границе Алберте са Саскачеваном, на удаљености 300 км североисточно од Едмонтона. У близини града налази се и војна база канадске ратне авијације. 
Према подацима локалног статистичког бироа Алберте у граду је 2012. живело 14.400 становника, што је за 3,4% више становника у односу на податке из 2009. када је регистровано 13.924 житеља овог места. Према подацима пописа из 2006. око 8,7% житеља овог града је означено као припадници првих народа. Матерњи језик за скоро 90% становника је енглески, њих 7% се у основи изјаснило франкофоним а значајне су и заједнице Немаца, Кинеза, Холанђана, Украјинаца и Арапа.
У привредном погледу град највише зависи од оближње војне базе. Сваке године у мају месецу град је домаћин великих војних ваздухопловних вежби у организацији канадске краљевске авијације и НАТО. У подручју око језера Колд постоје значајније залихе битуминозних шкриљаца међутим њихова интензивнија експлоатација још увек није почела.

## Становништво
| 1996. | 2001. | 2006.  | 2011.  | 2016.  |
| ----- | ----- | ------ | ------ | ------ |
| 4.089 | 4.676 | 11.991 | 13.839 | 14.961 |